# 新兴镇 (依安县)
新兴镇，是中华人民共和国黑龙江省齐齐哈尔市依安县下辖的一个镇。
2012年1月5日，黑龙江省民政厅批复同意撤销新兴乡，设立新兴镇。

## 行政区划
新兴镇下辖以下地区：
爱民村、平胜村、太平村、建民村、治家村、兴福村、西北村、创造村、爱农村、向前村、东荣村、东南村、仁义村、安乐村、东和平村和新合村。